# 鏡のお城のミミ
『鏡のお城のミミ』（かがみのおしろのミミ）は、倉世春による日本のライトノベル。イラストは水谷悠珠が担当している。コバルト文庫（集英社）にて2003年5月から2007年12月まで刊行された。

## あらすじ
アメデ村で暮らしているミミとフィディル。のんびり平和にくらしていたが、ある日フィディルがさらわれてしまう。ミミはフィディルを取り戻すために、「鏡のお城」ことカンタン王城へ行き、男装して下男になる。そこで、エリックという少年に出会い、運命が変わる。

## 登場人物
キャストはドラマCDのもの

### 主要人物
ミミ
声 - 前田愛
主人公。亜麻色の髪に藍色の目をもつ少女。実家はアメデ村の旅籠。ラファエルとセシルの間に生まれた。
さらわれたフィディルを取り返すべく王城に潜り込むなど、性格は行動的で強気だが、恋にはかなり奥手である。
エリック・セヴラン
声 - 高橋広樹
カンタン王国元第一王子。青く光る茶色の髪に水色の目。
クロティルド王国の国王テオバルトとソフィーの間に生まれた。カンタン国王の実子ではないため、王位継承権を放棄、フィディルを城に連れてきた。
クロティルド王子としての名は「エーリヒ・アマディウス」。
ベアトリスとは従姉弟同士で元許婚。

### カンタン王国
フィディル
カンタン王国王太子。金髪金目の少年。
ミミの弟として生活していたが、種違いの姉弟である事が途中でわかった。
ギヨーム三世とセシルの間に生まれた。ベアトリスの婚約者。
ジャン＝バティスト・カルネー
声：諏訪部順一
カンタン王国カルネー公爵ステファーヌ・フィリップとソランジュの息子。
金髪に褐色がかった金の目を持つ。父親が先々王の弟にあたるため王位継承者の一人でもある。ミミのことが好きで求婚する火薬マニアの変わり者。
ギヨーム三世
カンタン王国現国王。王太子時代の名前はロドルフ。フィディルの実父。
ソフィー
カンタン王国現王妃。エリックの実母。マルグリット大公の妹。
名前は、クロティルドの発音では「ゾフィー」となる。
セルジュ・ブラン
ジュリエットの兄。元カンタン王国の近衛隊副隊長、エリックの側近。
エリックが王位継承権を放棄してからはフィディルの従者、教育係となるが、のちに投獄。エリックに助けられ放浪の身となる。
ジュリエット・ブラン
セルジュの妹。カンタン王国女官。
ギー・ギー
もと山賊の少年。山賊時代は「赤目のギー・ギー」と呼ばれていた。
義理人情に厚い。十二歳で結婚し、息子もいる。
コンスタンタン
ギー・ギーの息子。強い人間にしか懐かない。
クー・ガスパール
もと山賊の少女。レーモン村の住人。父ガスパール亡き後はレーモン村のリーダーとなる。ギー・ギーをガスパールの仇と思い込んでいた。ギヨーム三世のことを「髭オヤジ」と呼んだことがある。
ステファーヌ・フィリップ・カルネー（カルネー公爵）
カンタン王国の有力貴族であり、王国の三分の一もの領地を持つ。
九十歳を越えているが、その権力はいまだ衰えない。先々代のカンタン国王ギヨーム一世の弟。
多くの愛人を持つが、七十近くでソランジュと出会ってからはソランジュ一筋。年は離れているものの、相思相愛である。嫡出子にジャン＝バティストがいる。
ポール
ミミの幼馴染。セシルを慕っていた。

### マルグリット公国
ベアトリス・ラウラ・シュゾン
マルグリット公国第一公女。将軍位も持ち、「鉄の公女」と呼ばれる。
従弟のエリックと婚約していたが、エリックがカンタン王国王太子の座をフィディルに譲ったため、フィディルの婚約者となる。
幼い頃は、エリックに「ビード」という愛称で呼ばれていた。
アニェス
マルグリット公国第二公女。
コレット
マルグリット公国第三公女。
マクシム
マルグリット公国ヴィジュエ州総督。ベアトリスに熱烈な片思いをしているが、本人にはあまり相手にされていない。

### クロティルド王国
テオバルト
クロティルド国王。エリックの実父。
ルイーシャ
クロティルド王国王妃。王宮入りした時の王妃はソフィーだった。
リヒャルト（エーリヒ・リヒャルト）
テオバルトとルイーシャの間に生まれた、エリックの異母弟。
ファーデン
シルトの砂漠の有力部族の族長の孫。
クロティルド一のいい女と名高い。リヒャルトとは恋仲であるが、本人達の意とは裏腹にエリックの正妻にされる。

## 既刊一覧
- 倉世春（著）・水谷悠珠（イラスト） 『鏡のお城のミミ』 集英社〈コバルト文庫〉、全16巻
  1. 「カンタン王国の大冒険」2003年5月10日第1刷発行（4月25日発売[2]）、ISBN 4-08-600266-3
  2. 「山賊たちにご用心！」2003年7月10日第1刷発行（7月1日発売[3]）、ISBN 4-08-600293-0
  3. 「幸せの村へようこそ」2003年10月10日第1刷発行（10月3日発売[4]）、ISBN 4-08-600335-X
  4. 「さまよう恋のメヌエット」2004年1月10日第1刷発行（2003年12月25日発売[5]）、ISBN 4-08-600370-8
  5. 「姫将軍と黄金の王子」2004年4月10日第1刷発行（3月31日発売[6]）、ISBN 4-08-600405-4
  6. 「やさしい花嫁のすすめ」2004年7月10日第1刷発行（7月1日発売[7]）、ISBN 4-08-600447-X
  7. 「子供たちの夢と目覚め」2004年10月10日第1刷発行（10月1日発売[8]）、ISBN 4-08-600493-3
  8. 「異国の素敵な空のした」2005年1月10日第1刷発行（2004年12月25日発売[9]）、ISBN 4-08-600533-6
  9. 「凍える夜に咲く花は」2005年4月10日第1刷発行（4月1日発売[10]）、ISBN 4-08-600572-7
  10. 「陰の王者と陽の踊り」2005年7月10日第1刷発行（7月1日発売[11]）、ISBN 4-08-600617-0
  11. 「乙女はゆりかごを揺らして」2005年10月10日第1刷発行（9月30日発売[12]）、ISBN 4-08-600653-7
  12. 「遠いひとへの贈りもの」2006年1月10日第1刷発行（2005年12月22日発売[13]）、ISBN 4-08-600708-8
  13. 「小さな恋の種まいて」2006年10月10日第1刷発行（10月3日発売[14]）、ISBN 4-08-600829-7
  14. 「愛される道のゆくえ」2007年3月10日第1刷発行（3月1日発売[15]）、ISBN 978-4-08-600889-1
  15. 「はるかな王国に寄せて」2007年6月10日第1刷発行（6月1日発売[16]）、ISBN 978-4-08-601026-9
  16. 「ニセモノ騎士に祝福を」2007年12月10日第1刷発行、ISBN 978-4-08-601105-1